# Hornochsen
Hornochsen est un jeu de société créé par Wolfgang Kramer. Il est édité chez Amigo.
Certains mécanismes de jeu sont communs avec le 6 qui prend ! mais certaines cartes et la totalité des règles sont différentes. Il s'agit d'un jeu à part entière, plus stratégique que son aîné.

## Règles détaillées

### Contenu du jeu
- 98 cartes aux motifs de bêtes à cornes (rouges ou vertes), indicées de 1 à 98, dont le dos est vert
- 12 cartes spéciales, dont le dos est rouge

### Idée du jeu
Le but du jeu est de collecter le plus de bêtes à cornes vertes. Sur la table, on trouve plusieurs piles de cartes. Quand un joueur pose la cinquième carte d'une pile, il empoche la pile complète. Une pile contient des cartes aux motifs de bêtes à cornes rouges et/ou vertes. Les bêtes à cornes vertes comptent un point positif, les rouges un point négatif. Le gagnant est le joueur qui a le plus de point au total.

### Cartes

#### Cartes aux motifs de bêtes à cornes
Les cartes aux motifs de bêtes à cornes vertes présentent une ou deux bêtes à cornes chacune. Chaque carte de ce type vaut donc un ou deux points positifs.
Les cartes aux motifs de bêtes à cornes rouges présentent deux, trois, cinq ou sept bêtes à cornes. Chacune de ces cartes vaut donc deux, trois, cinq ou sept points négatifs.
Les cartes aux motifs de bêtes à cornes rouges ont (aussi) un dos vert. Ce sont les cartes dont la valeur est divisible par cinq ou onze.

#### Cartes spéciales
Les cartes spéciales ont un dos rouge. Elles présentent soit un symbole « x2 », soit un symbole « +5 ».

### Préparation du jeu
Les cartes spéciales sont écartées du paquet. Chaque joueur reçoit une carte « x2 » et une carte « +5 ». Les cartes spéciales restantes ne sont pas utilisées pendant la partie.
Les cartes aux motifs de bêtes à cornes sont mélangées et distribuées. Le nombre de cartes par joueur varie en fonction du nombre de joueurs (voir le tableau ci-dessous). Ensuite, un certain nombre de cartes sont posées, face visible, en cercle sur la table. Le nombre de cartes composant le cercle dépend aussi du nombre de joueurs (voir le tableau ci-dessous à nouveau).
| nombre de joueurs | cartes par joueur | cartes sur la table |
| ----------------- | ----------------- | ------------------- |
| 2                 | 14                | 7                   |
| 3                 | 12                | 9                   |
| 4                 | 12                | 12                  |
| 5                 | 12                | 15                  |
| 6                 | 10                | 15                  |

Chaque joueur trie ses cartes par ordre croissant. Les cartes sur la table sont triées par ordre croissant dans le sens des aiguilles d'une montre. Chaque carte du cercle sur la table est la première d'une pile. Les cartes non distribuées ne sont pas utilisées pendant la partie.

### Phase de jeu
Le joueur qui aime le plus les vaches commence, puis on tourne dans le sens des aiguilles d'une montre. Le joueur dont c'est le tour a l'obligation de poser au moins une carte, et peut choisir d'en jouer jusqu'à trois. Les cartes jouées sont posées sur une ou plusieurs piles.

#### Règles de placement des cartes classiques
- Une carte peut seulement être posée sur une pile existante. De nouvelles piles ne peuvent pas apparaître.
- Les cartes aux motifs de bêtes à cornes sont posées vers l'extérieur du cercle, recouvrant partiellement la dernière carte de la pile. Les cartes spéciales « x2 » et « +5 » sont posées vers l'intérieur du cercle, dépassant sous la première carte de la pile. Seulement deux cartes spéciales peuvent être jouées sur chaque pile : une de type « +5 » et une de type « x2 ».
- Le nombre indiqué sur la dernière carte aux motifs de bêtes à cornes posée sur une pile est appelé le nombre final de cette pile.
- Chaque carte aux motifs de bêtes à cornes ne peut être posée que sur une pile spécifique. Le nombre présent sur la carte posée doit être plus grand que le nombre final de cette pile. De plus, ce nombre doit être plus petit que le nombre final de la prochaine pile dans le sens des aiguilles d'une montre.
- Exception : si le nombre présent sur la carte est plus grand que le plus grand des nombres finaux ou plus petit que le plus petit des nombres finaux alors (dans les deux cas) la carte est placée sur la pile ayant le plus grand nombre final.

Après qu'un joueur a posé une à trois cartes, et possiblement empoché des piles, le tout passe au joueur suivant.

#### Empocher des piles
Dès qu'un joueur pose la cinquième carte aux motifs de bêtes à cornes d'une pile, il doit immédiatement prendre toutes les cartes de cette pile, y compris les cartes spéciales. Le joueur place les cartes empochées face cachée devant lui. Les bêtes à cornes présentes sur ces cartes ne sont comptées qu'à la fin de la partie. Un joueur peut empocher plusieurs piles durant son tour.

### Les cartes spéciales

#### Règles de placement des cartes spéciales
Le joueur dont c'est le tour peut poser des cartes aux motifs de bêtes à cornes, ou des cartes spéciales, ou une combinaison des deux. La seule contrainte est de jouer entre une et trois cartes.
Les cartes spéciales n'ont pas de nombre entre 1 et 98 et peuvent de ce fait être posées sur n'importe quelle pile. Il n'est cependant autorisé qu'une carte « x2 » et une carte « +5 » par pile. Les cartes spéciales ne sont pas comptées comme des cartes aux motifs de bêtes à cornes pour empocher des tas.
Une pile, y compris les cartes spéciales, ne doit être empochée que lorsque la cinquième carte aux motifs de bêtes à cornes est posée dessus. Une pile avec deux cartes spéciales et quatre cartes aux motifs de bêtes à cornes reste sur la table tant qu'une cinquième carte aux motifs de bêtes à cornes n'y est pas posée.

#### Intérêt sur le score
- Chaque carte spéciale « +5 » présente à la fin de la partie dans les cartes empochées par un joueur vaut 5 points.
- Chaque carte spéciale « x2 » présente dans ce même tas double le total des points du joueur. Par exemple un joueur avec deux cartes « x2 » multiplie son score par quatre.
- Tout joueur qui aurait encore une (ou deux) carte(s) spéciale(s) dans sa main à la fin de la partie perd 10 points par carte.

### Fin de la partie
Quand un joueur n'a plus de carte en main, il ne peut plus jouer. La partie s'arrête quand la dernière carte aux motifs de bêtes à cornes, parmi celles possédées par l'ensemble des joueurs, est posée.
Si un joueur n'a plus que des cartes spéciales en main, mais ne peut plus jouer car tous les tas présentent déjà cette carte, il quitte la partie. Dans le cas général, il n'est pas obligatoire de jouer ses cartes spéciales avant sa dernière carte aux motifs de bêtes à cornes.
Si les règles ont été suivies, toutes les piles présentes sur la table ont été empochées par les joueurs. Si une pile reste à la fin ou que quelqu'un a encore des cartes aux motifs de bêtes à cornes après que la dernière pile ait été empochée alors une ou plusieurs piles ont été empochées à mauvais escient durant la partie.

### Calcul du score
Pour calculer son score en fin de partie, chaque joueur examine le tas de cartes qu'il a empoché et :
- additionne le nombre de bêtes à cornes vertes,
- retranche le nombre de bêtes à cornes rouges,
- ajoute 5 points pour chaque carte « +5 »,
- double le total pour chaque carte « x2 »,
- et termine par retrancher 10 points pour chaque carte spéciale non jouée restant dans sa main.

Le gagnant est celui qui fait le meilleur score.